# 成佳镇 (自贡市)
成佳镇，是中华人民共和国四川省自贡市贡井区下辖的一个乡镇级行政单位。2019年9月撤销章佳乡，将其所属行政区域划归成佳镇管辖，成佳镇人民政府驻万寿宫6号。

## 行政区划
成佳镇下辖以下地区：
天府社区、石龙村、双河村、先锋村、桥冲村、白云村、张家桥村、花椒村、晏家村、高梯子村、郑家观村、高兴村、友好村、朱家嘴村、吴家祠村、象狮村、回龙湾村、新平村、千斤村、四海村、铁桥村、祥龙村、黄连树村、正兴村、凤鸣村、四平村、双观村、徐家村、杨柳村、陈家殿村、吴家山村、五四村、天宫村、高梯村、兴隆村、三元村和兰田村。